# طفل

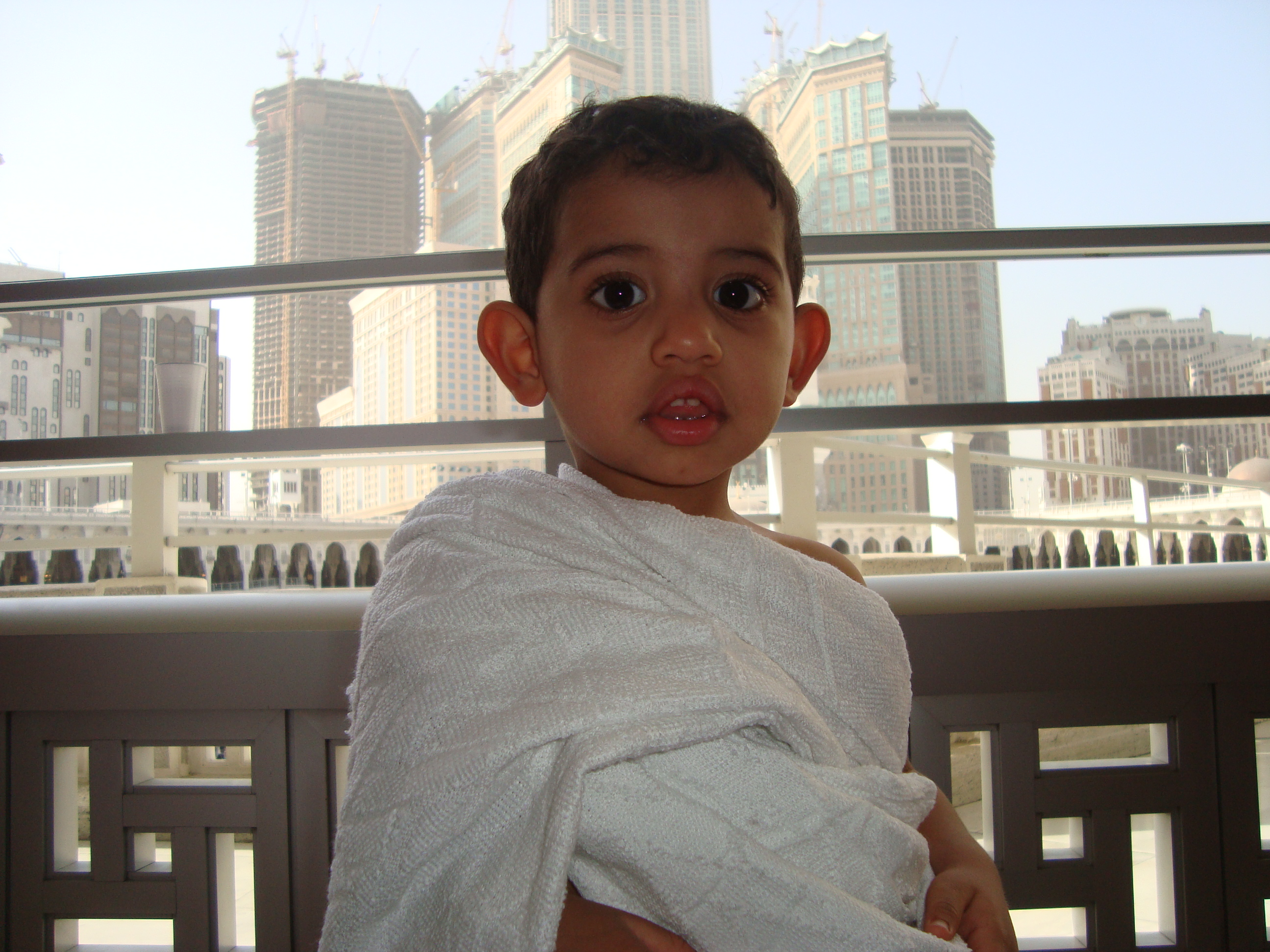
صبي.

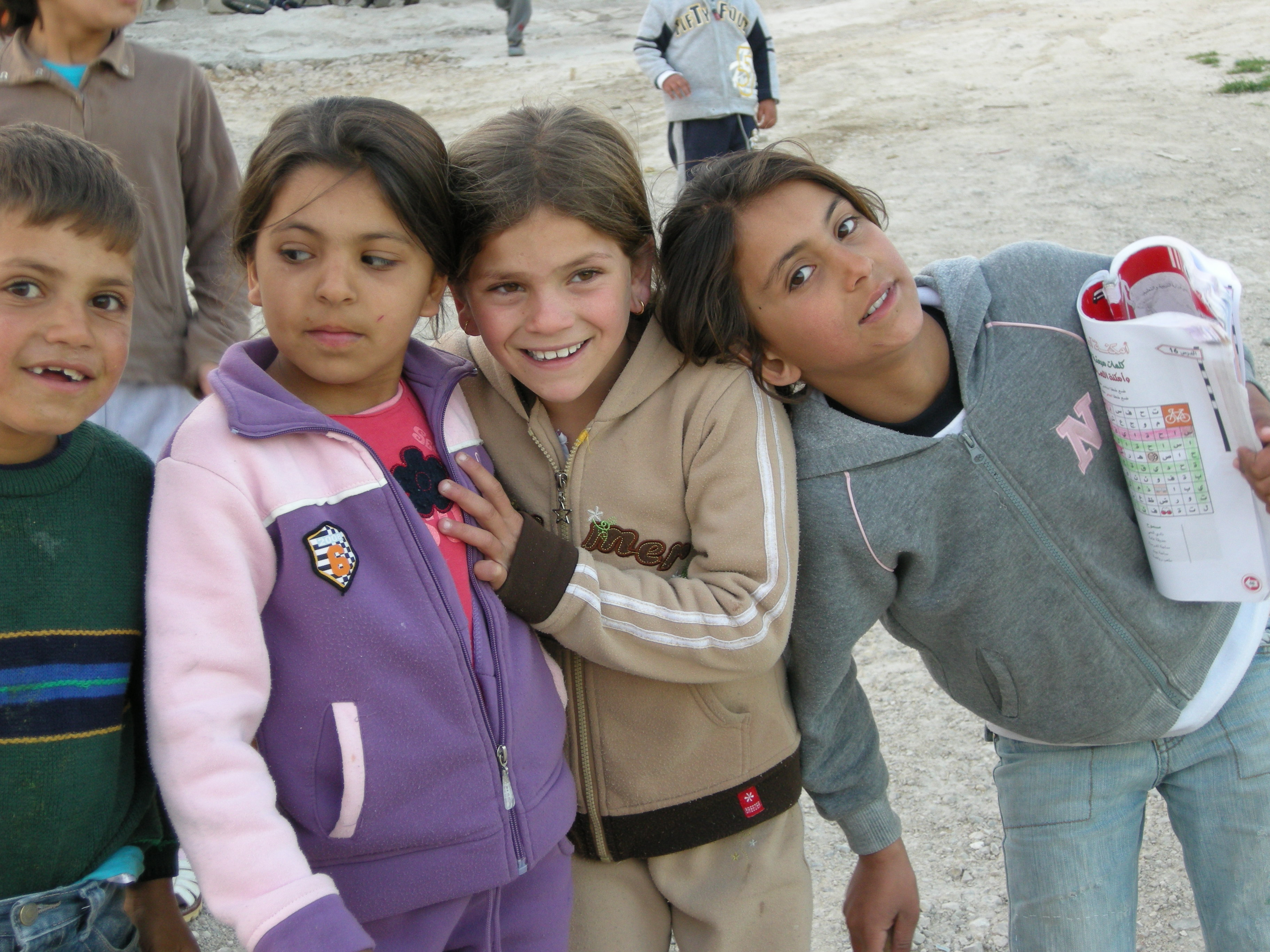
فتيات.

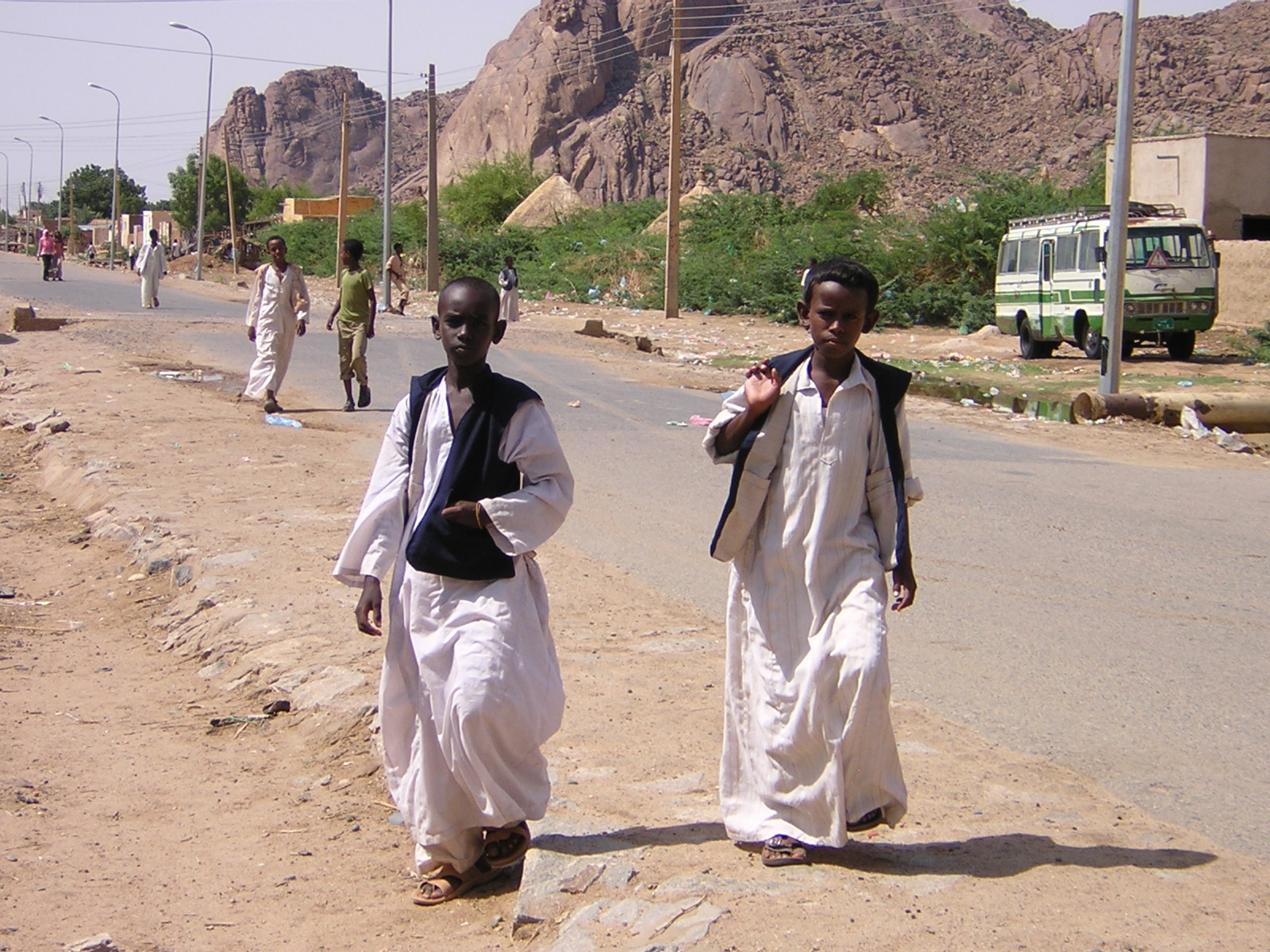
فتيان.

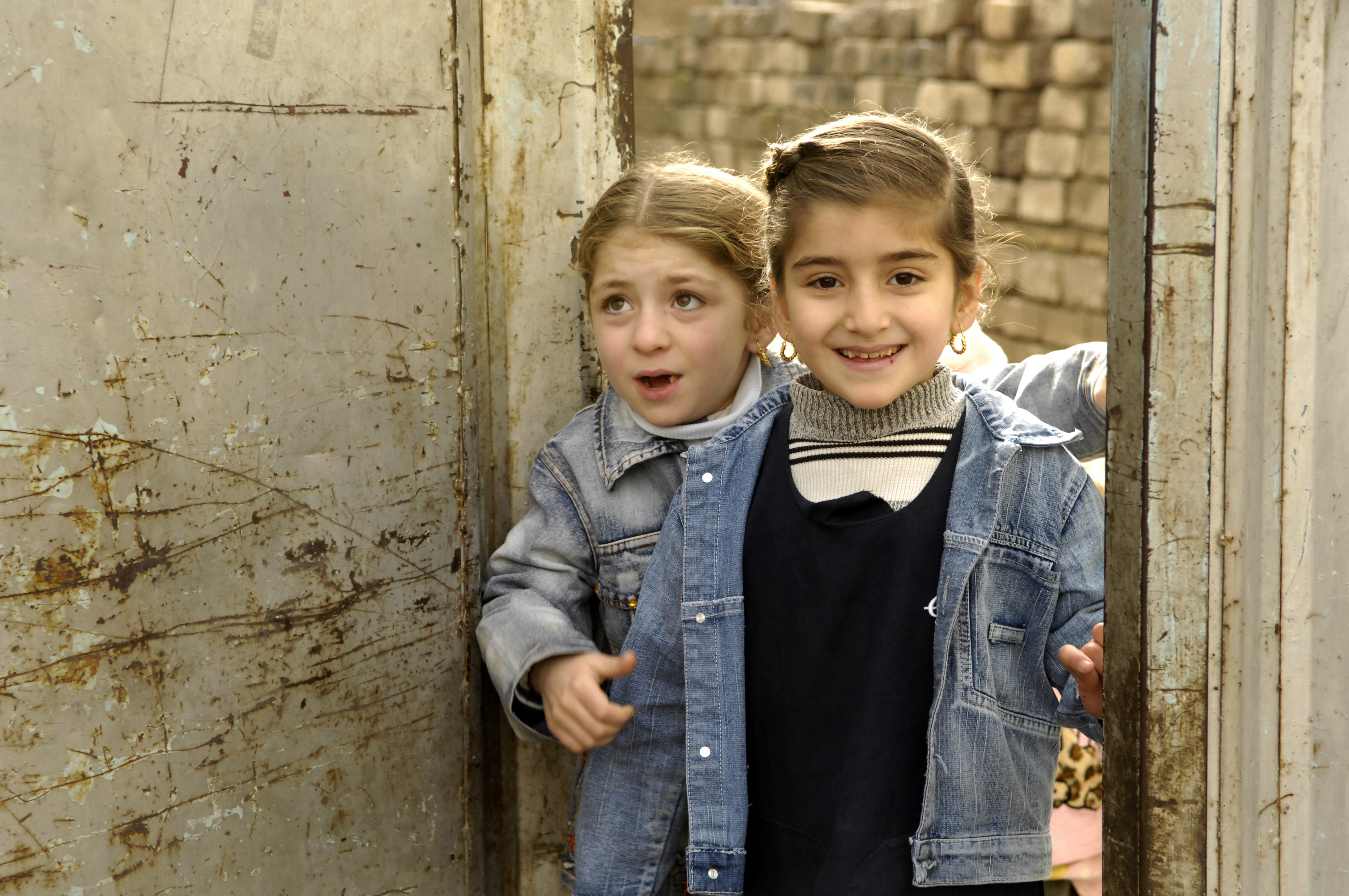
فتاتان.

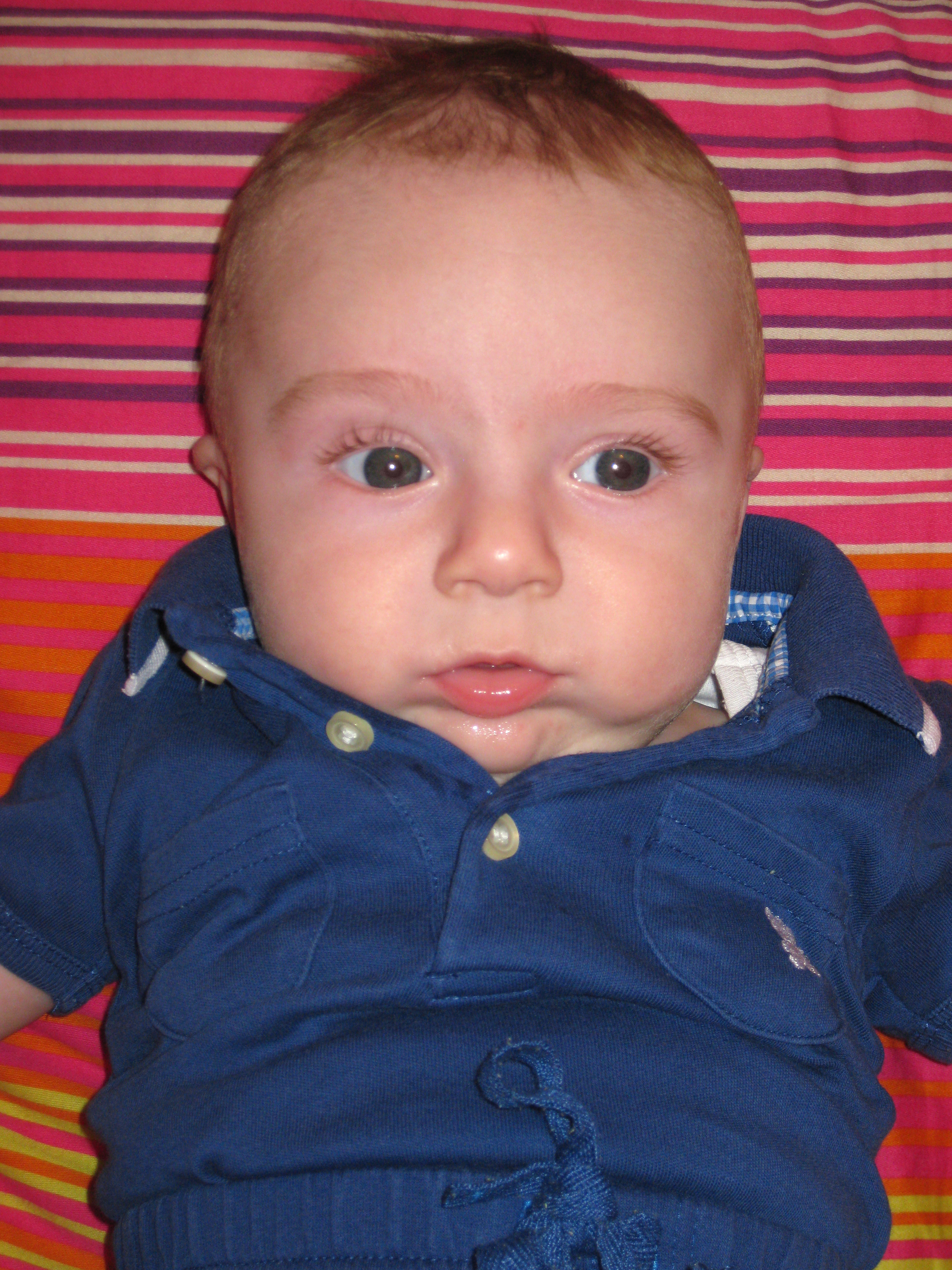
رضيع عمره ثلاثة أشهر

الطفل (الطفلة مؤنثة) هو مصطلح يُطلق عادةً على الإنسان منذ ولادته وحتى ما قبل مرحلة البلوغ. وفي المعجم العربي يسمى الموْلُودُ ما دامَ نَاعِمًا رَخْصًا طفل.
ويسمى الطفل الذي يبلغ عمره بين ثلاث وست سنين الشهدر. أما الولد فهو اسم لكل ما وُلِد، يطلق على الذكر والأنثى والمثنى والجمع، وجمعه (أولاد).

## تعريف

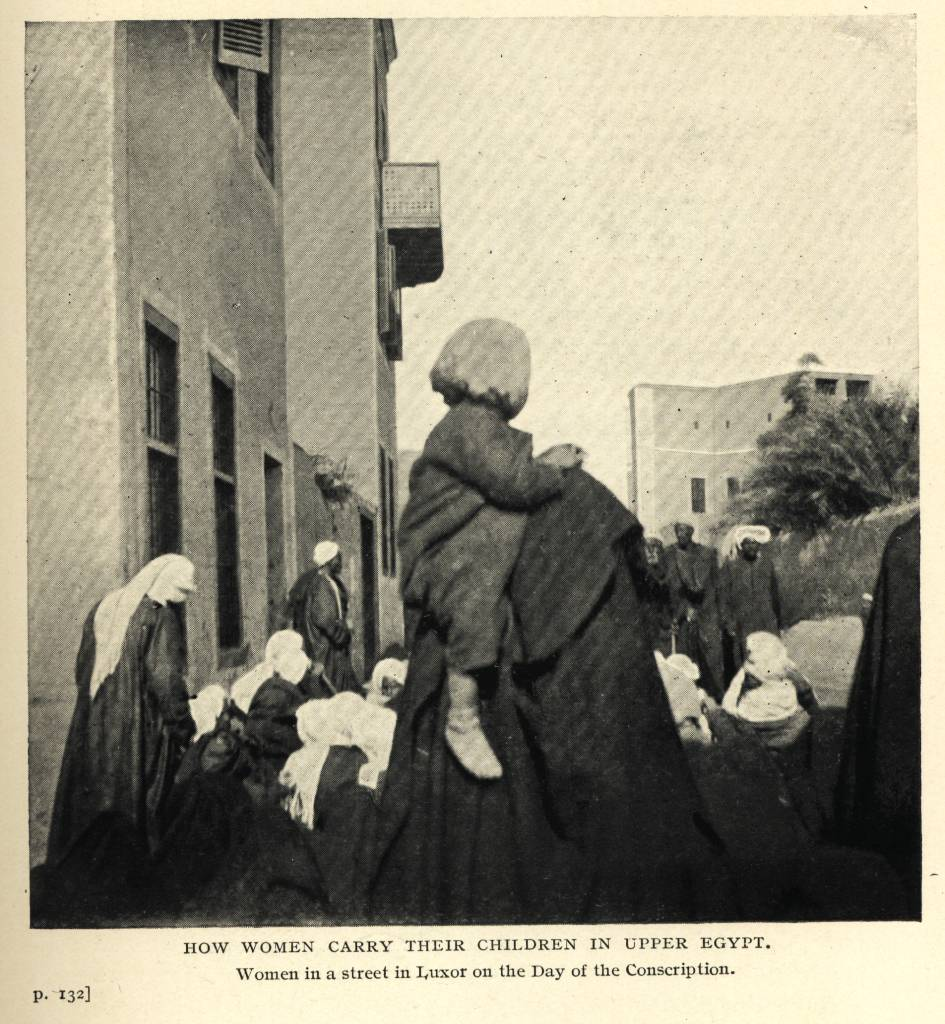
امرأة مصرية تحمل ولدها على كتفها في الأقصر 1911م

تعرف الأمم المتحدة الطفل هو كل من لم يبلغ الثامنة عشرة من العمر.

## نمو وتطور الطفل
الطفل في مرحلة الطفولة يظهر أكثر التطورات في حياته. ففي خلال السنة الأولى يتطور الطفل في كل شيء. يبدأ الطفل بالاستجابة لبيئته ويتأقلم معها. فهو يحاول أن ينظم ويغير في الوظائف والقدرات الكامنة لديه ليصبح إنسانا صغيرا كاملا. إن الأب أو الأم لا يستطيعان تحديد أهداف لطفلهما كالطول المطلوب أن يصله الطفل والوزن الذي يجب أن يزنه والقدرات التي يجب أن تكون لديه. فهذه الأمور فردية يتميز بها كل فرد عن غيره. فعلى الآباء أن لا يهتموا بهذه، وان كان الطفل لا يمتلك الصفات المطلوبة، فان هذا الشعور المقلق قد يؤثر على عواطف الطفل مما يجعله مفرط الحساسية. يجب على الآباء ان يشعروا بارتياح وأن يمنحوا الطفل العطف والاهتمام لكي يستطيع هذا الطفل أن يحقق الحد المثالي من التطور.

### رضاعة
وهي تبدأ منذ ولادة الطفل وحتى وصوله لعمر عامين في المتوسط.أو اقل وهي تسمى مرحلة الرضاعة من صدر امه
أما بيولوجيا، فالطفل هو أي شخص لا زال في طور النضج مرحلة الرضاعة وحتى مرحلة البلوغ.

### تغذية الطفل
من المعلوم أن للتغذية السليمة أثراً في صحة الطفل وتوافقه النفسي وسلوكه السوي. وتعتبر عملية تغذية الطفل من العمليات الحيوية الهامة في مرحلة الطفولة المبكرة، التي يعتبرها كثير من العلماء مرحلة التكوين السليم للطفل. وهناك كثير من مشاكل السلوك التي تنبع أساساً في مواقف مرتبطة بالطعام. «إن تناول الطعام له مواقف ومعاملات معينة تكاد تكون ثابتة في جانب الوالدين»، وإن الطفل يرد بالتالي على هذه المعاملات والمواقف بأسلوب أو أساليب معينة تكون في الغالب لا شعورية ودالة على بعض المشكلات. ولا يقتصر أثر مشكلات التغذية على الناحية النفسية - رغم أهميتها - فقد تتعدى ذلك إلى التأثير على صحة الطفل وسلامة بدنه وتكوينه الجسمي ما ينعكس بدوره على توافقه النفسي.

### المواقف المتخذة تجاه الطفولة
تختلف المواقف الاجتماعية تجاه الأطفال حول العالم في مختلف الثقافات. هذه المواقف تغيرت أيضاً بمرور الوقت. أظهرت دراسة أجريت في العام1988حول المواقف الأوروبية حول التركيز على الأطفال أن إيطاليا كانت أكثر تركيزاً على الأطفال وأن هولندا كانت أقل تركيزاً على الأطفال، بينما بلدان أخرى مثل النمسا وبريطانيا وإيرلندا وغرب ألمانيا فهي تقع في الوسط بين هذين.

### حقوق الطفل
هي حقوق الإنسان المحددة للأطفال مع إيلاء اهتمام خاص لحقوق الحماية الخاصة والرعاية الممنوحة للشباب، بما في ذلك حقهم في تكوين روابط مع كل من الوالدين البيولوجيين والحصول على هوية الطفل، فضلا عن الاحتياجات الأساسية من الغذاء والتعليم على حساب الدولة في جميع أنحاء العالم والرعاية الصحية والقوانين الجنائية المناسبة للعصر وتنمية الطفل.  تفسيرات لحقوق الطفل تتراوح من السماح للأطفال القدرة على الفعل الذاتي وصولاً إلى إجبار الأطفال على أن يكونوا سليمين بدنيا وعقليا وعاطفيا من سوء المعاملة، على الرغم من أن مصطلح «الاعتداء» هو موضوع نقاش بحد ذاته. تعاريف أخرى تشمل الحق في الرعاية والتنشئة.

طفل صغير يعمل كصبي ساعة في المكسيك

«الطفل هو كل إنسان دون سن الثامنة عشرة، ما لم يكن ذلك بموجب القانون المنطبق على الطفل، بلغ سن الرشد في وقت سابق.» UN Convention on the Rights of the Child ووفقا لجامعة كورنيل، الطفل هو شخص، وليس "subperson"، والوالد يمتلك الاهتمام المطلق وامتلاك الطفل، ولكن هذا هو إلى حد كبير وجهة نظر أمريكية. مصطلح «طفل» لا يعني بالضرورة قاصر ولكن يمكن أن تشمل الأطفال الكبار وكذلك الأطفال الاتكاليين الكبار.  لا توجد تعريفات للمصطلحات التي تستخدم لوصف الشباب مثل «المراهقين» و«الشباب» في القانون الدولي،  ولكن تعتبر حقوق الطفل حركة منفصلة عن حركة حقوق الشباب.
يمتد مجال حقوق الطفل في مجالات القانون والسياسة والدين، والأخلاق.
حق الطفل بحياة آمنة من أهم الحقوق. الأطفال في قطاع غزة في فلسطين وفي كثير من الأماكن في العالم محرومون من هذا الحق. الحرب على قطاع غزة في 2008 كانت أكبر مثال على انتهاك حقوق الطفل.

## أضرار عقاب الأطفال
- أوضحت العديد من الدراسات أن ضرب الطفل على الرأس يقتل من 300- 400 خلية دماغية.
- سيقوم الطفل بتكرار ما تفعله معه من عنف زائد مع اخوته وزملائه ومع ابنائه في المستقبل لذلك تربيتك تؤثر على جيل كامل.[6]
- كثرة عقابك للطفل يجعل شخصيتك أمامه لها سمة العنف على الرغم من انها لابد وان تكون مصدر للأمان.
- الإفراط في العقاب يجعل الطفل شخص عدواني وعنيف.[6]